# Psolidium panamense
Psolidium panamense is een zeekomkommer uit de familie Psolidae.
De wetenschappelijke naam van de soort werd in 1894 gepubliceerd door Hubert Ludwig.